# ウェスティン・グランデ・スクンビット・ホテル
座標: 北緯13度44分17.0秒 東経100度33分34.2秒 / 北緯13.738056度 東経100.559500度

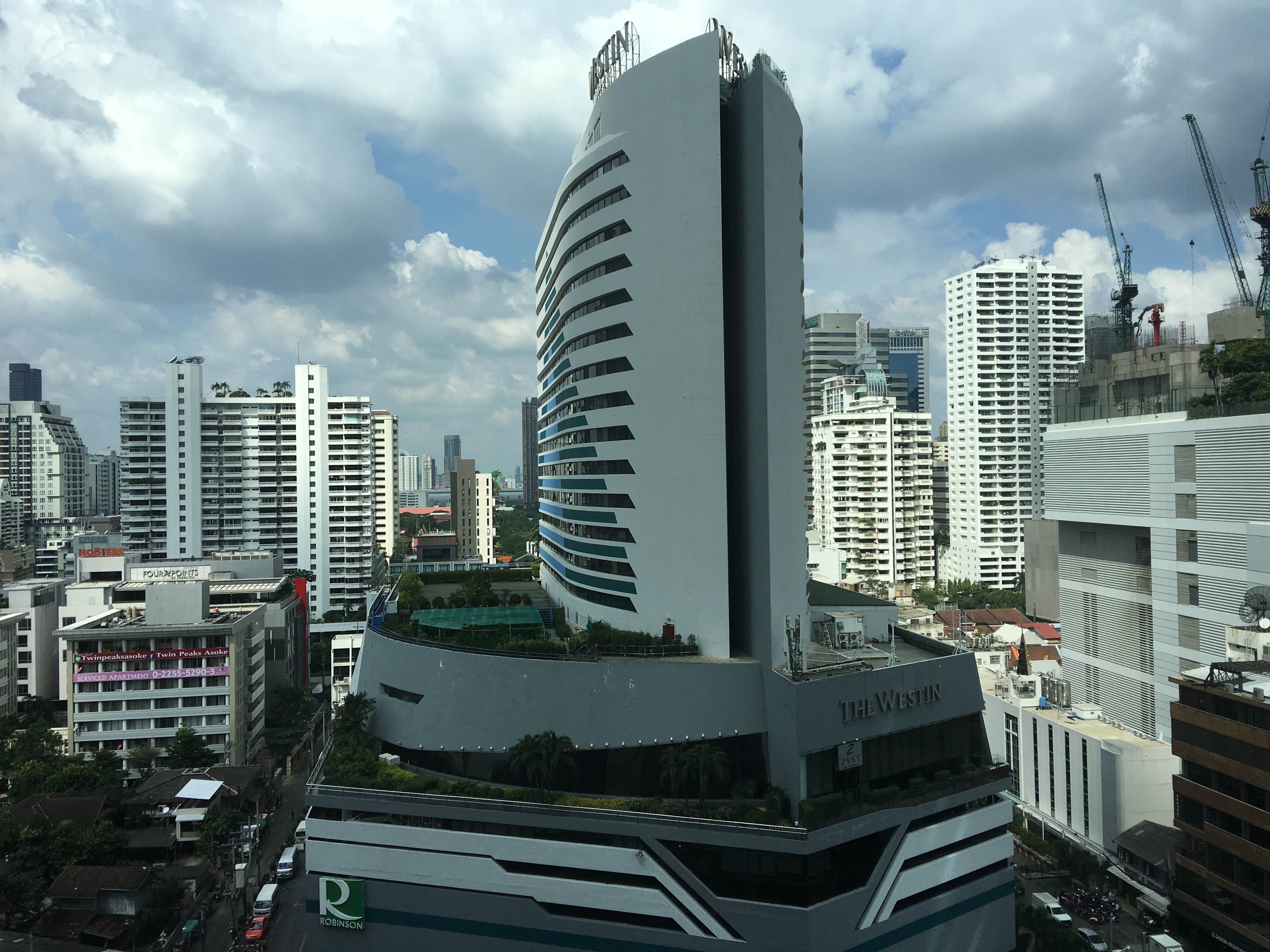
ウェスティングランデ・スクンヴィット，バンコク

ウェスティングランデ・スクンヴィット，バンコク (The Westin Grande Sukhumvit, Bangkok Hotel) は、タイの首都であるバンコク・ワッタナー区にある最高級ホテル。旧名称はグランド・パシフィック・ホテルで、2002年1月に現名称に変更した。

## 特徴
スクンビット通りに面し、バンコク・スカイトレインのアソーク駅が目の前という好ロケーション。
客船をイメージした外観で、1階から6階までがデパート、7階以上がホテルとなっている。
客室は、一番下のグレードであるデラックスで約42平方メートルあり、全室ともシャワーとバスタブが独立している。ベッドは全室が、ウェスティンならではの「ヘブンリーベッド」を採用している。
1993年開業、361室。

## 施設
- プール バー(Pool Bar)　軽食
- ゼスト ピアノバー(Zest Piano Bar)　カクテル
- ザ メッド(The Med)　地中海料理
- ホライズンズ スカイラウンジ&カラオケ(Horizons Sky Lounge and Karaoke)　カクテル
- 吉左右(Kisso Japanese Restaurant)　日本料理
- ヴァリーナスパ(Vareena Spa)　スパ
- プール　屋外に1か所

など